# The Postman – budbäraren
The Postman – budbäraren (originaltitel: The Postman) är en postapokalyptisk film från 1997 i regi av Kevin Costner som även spelar huvudrollen. Manuset är baserat på romanen The Postman av David Brin.
Filmen påminner om Costners tidigare film Waterworld (1995) då Costner i båda filmerna spelar en ensamvarg utan namn eller historia. Filmen blev totalsågad vid premiären och blev tilldelad fem Razzie Awards för bland annat sämsta film, sämsta skådespelare (Kevin Costner), sämsta regi och sämsta manus.

## Handling
Året är 2013 och ett krig har förstört USA och har lämnat landet i anarki. Folket är nedbrutet, kommunikationerna fungerar inte.
En främling (Kevin Costner) vandrar omkring och ber om mat och vatten. I ett av samhällena i Oregon blir han pressad att gå in i fascistisk arme ledd av general Bethlehem (Will Patton). Han lyckas fly och hittar en gammal jeep med ett lik. Den döda mannen visade sig vara en gammal brevbärare. Främlingen tar på sig uppgiften att dela ut de kvarvarande brev som fanns i den postsäck låg vid mannens kropp.
Främlingen kommer till ett annat samhälle, Pineview, där han hävdar inför invånarna att USA:s administration är återupprättad och att han representerar den. De brev han delar ut ingjuter nytt hopp i folket då det påminner om en tid då de fortfarande hade kontakt med omvärlden. Bethlehem anfaller samhället, men främlingen leder ett uppror mot honom och Bethlehem blir besegrad och dödad.

## Rollista
- Kevin Costner – Budbäraren
- Will Patton – general Bethlehem
- Larenz Tate – Ford Lincoln Mercury
- Olivia Williams – Abby
- James Russo – Idaho
- Daniel von Bargen – Briscoe, Pineviews sheriff
- Tom Petty – borgmästaren i Bridge City (en alternativ framtida version av sig själv)
- Scott Bairstow – Luke
- Giovanni Ribisi – Bandit 20